# YOUNG RECORDS
YOUNG RECORDS（ヤングレコーズ、ヤングレコード）は日本のインディーズレーベル。1999年、ザ・パーマネンツの田光マコトが設立。

## 主な所属アーティスト
- ザ・パーマネンツ
- 石田洋介
- 浜ユウスケ
- エンリケ
- LIPNITZ
- コール天
- シュールファイブ
- WONDER DRIVE
- The FUNKY PERMANENTS

## 過去に所属していた主なアーティスト
- GOOD LOVIN' TIME
- フライデー Oh! Oh!
- Vo Vo Tau
- SIO
- TWO-TONE